# Martinez de Pasqually
Jacques de Livron Joachim de la Tour de la Casa Martinès de Pasqually (oko 1727. – Port-au-Prince, 1774.) bio je teurg i teozof nejasnog podrijetla. Godine 1761. osnovao je Red viteških masona izabranih svećenika svemira, poznatiji pod imenom Elus Cohens. Bio je učitelj, inicijator i blizak prijatelj Louisa-Claudea de Saint-Martina i Jean-Baptistea Willermoza. Premda se pokret poznat kao martinizam poziva na njegovo naslijeđe, zapravo s njim nije izravno povezan.